# Lindenstraße 11 (Thundorf in Unterfranken)

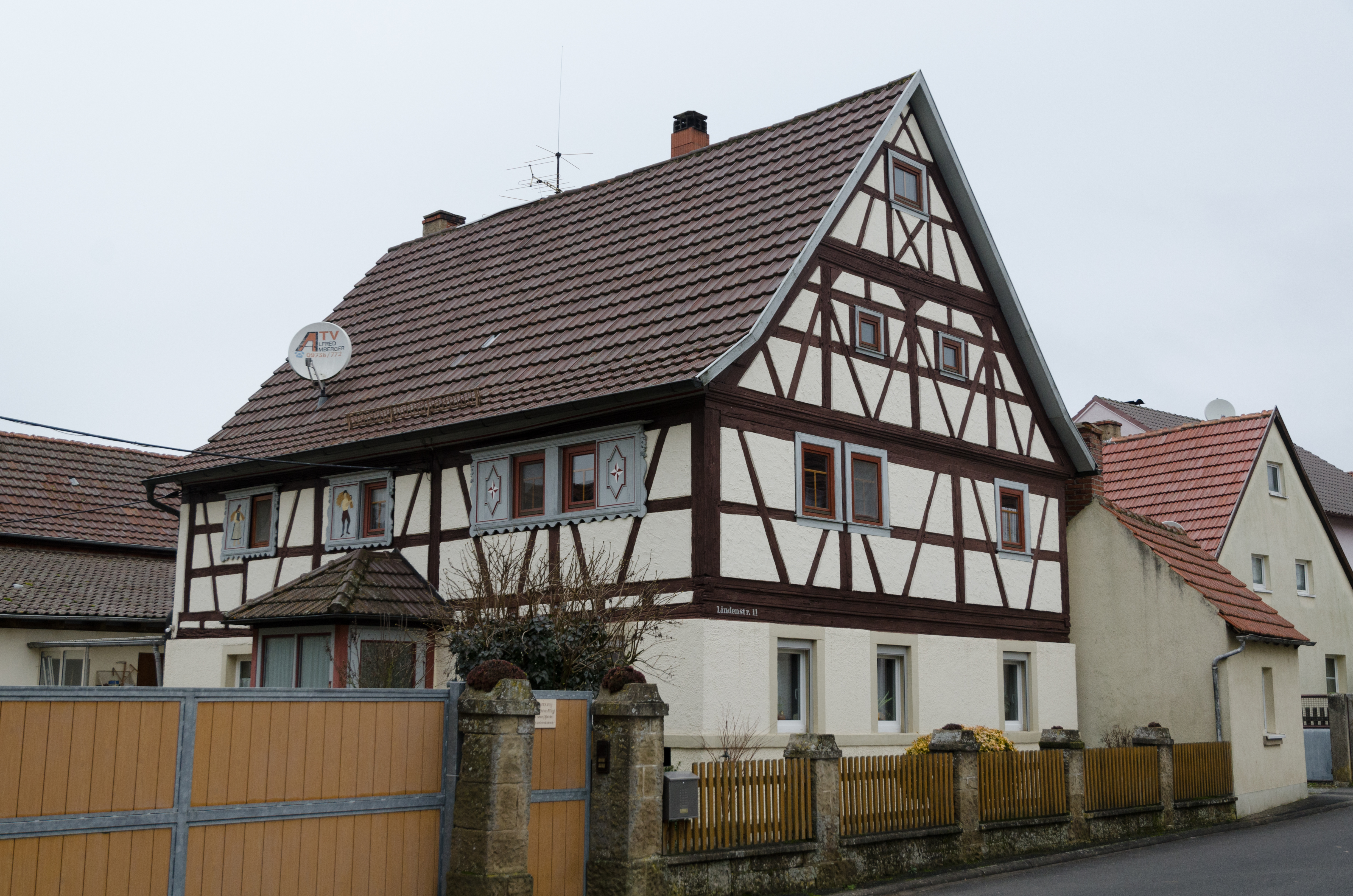
Lindenstraße 11 in Thundorf in Unterfranken

Das Gebäude in der Lindenstraße 11 in der bayerischen Gemeinde Thundorf in Unterfranken im Landkreis Bad Kissingen gehört zu den Thundorfer Baudenkmälern und ist unter der Nummer D-6-72-157-6 in der Bayerischen Denkmalliste registriert.

## Geschichte
Das Anwesen wurde um das Jahr 1700 vermutlich von den Vorfahren der Familie Klopf errichtet, die es bis 1923 lange Zeit bewohnte. Im Jahr 1923 kam es in den Besitz der Familie Saal.
Kurz vor 1900 wurde das ursprünglich eingeschossige Haus um ein Obergeschoss aufgestockt. Während der Giebel mit seinen Mannfiguren Formen des 17./18. Jahrhunderts aufweist, deutet die vereinfachte Figuration des Obergeschosses auf die erste Hälfte des 19. Jahrhunderts hin.
Von 1950 bis 1955 wurden umfangreiche bauliche Maßnahmen durchgeführt, indem das Untergeschoss verputzt, das Dach neu gedeckt sowie die Toranlage und der Zaun vor dem Haus erneuert wurden; ferner wurden die vier Schiebeläden an der Südseite des Hauses durch originalgetreue Duplikate ersetzt. Im Jahr 1955 wurde die bis dahin in einem Holzgehäuse am Giebel befindliche Hausmadonna entfernt und befindet sich seitdem unter Verschluss. Die Madonna wurde um 1800 nach einer barocken Vorlage geschnitzt und im Jahr 1947 von einem Würzburger Kunsthandwerker mit zarten Farben neu bemalt.